# Tedeschi del Mar Nero
Con il termine tedeschi del Mar Nero (in tedesco Schwarzmeerdeutsche) si intendono gli  emigranti tedeschi che si insediarono nel XVIII e XIX secolo nelle zone della riva settentrionale del Mar Nero, soprattutto nella Russia meridionale.  
A loro appartengono anche altri gruppi etnici tedeschi nella zona del Mar Nero come, per esempio i tedeschi della Bessarabia e i tedeschi della Dobrugia.  
Nella Russia meridionale, i tedeschi del Mar Nero vivevano sui territori nazionali delle odierne Ucraina, Moldavia e Romania e sulla penisola di Crimea in svariate colonie.
Queste zone furono conquistate da Caterina II, detta Caterina la Grande, in due guerre contro l'Impero ottomano, 1768 – 1774, con l'annessione del Khanato di Crimea (1783). 
I primi coloni tedeschi arrivarono dalla zona della Prussia occidentale dal 1787 (oggi regione della Polonia) e più tardi anche dalla Germania dell'ovest e sudovest, nonché dalla zona di Varsavia. Anche i mennoniti (perseguitati per la loro fede), noti come agricoltori abili, emigrarono in Russia e avevano il ruolo di agricoltori d'esempio nei confronti dei locali.